# 233967 Vierkant
233967 Vierkant este un asteroid din centura principală de asteroizi.

## Descriere
233967 Vierkant este un asteroid din centura principală de asteroizi. A fost descoperit pe 24 ianuarie 2010 la Sierra Stars de R. Kracht. Asteroidul prezintă o orbită caracterizată de o semiaxă mare de 2,75 ua, o excentricitate de 0,02 și o înclinație de 5,2° în raport cu ecliptica.